# Willem de Poorter

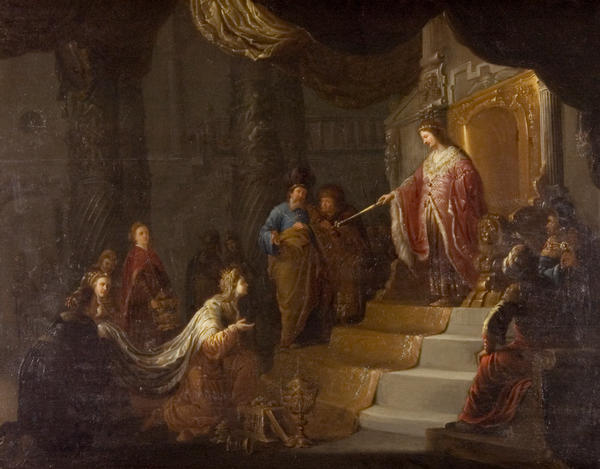
De koningin van Sheba, ca. 1645, olieverf op paneel

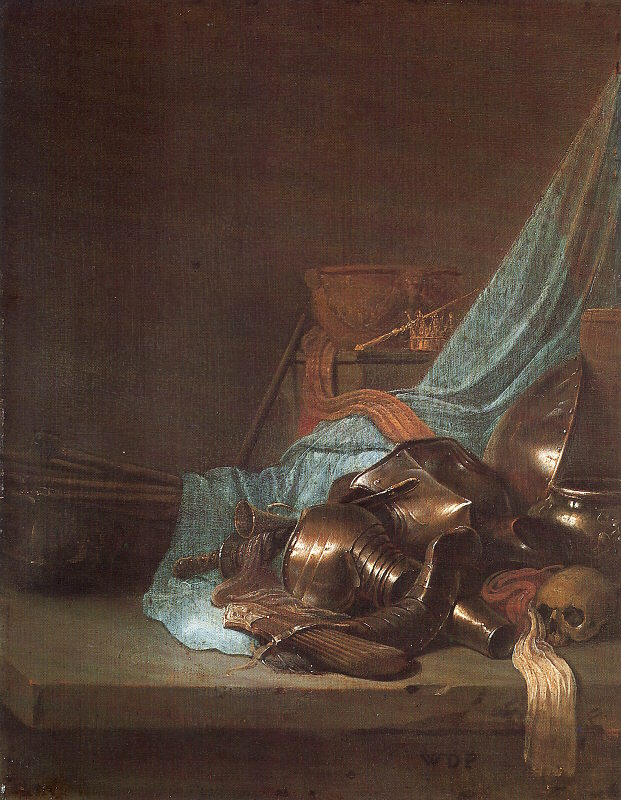
Stilleven met harnas, vaandel en schedel

Willem de Poorter (Haarlem (?), 1608 - (na) 1648) was een Nederlandse kunstschilder uit de 17e eeuw.

## Biografie en werken
De vader van Willem, Pieter de Poorter, was van Vlaanderen naar het Nederlandse Den Haag verhuisd, waar Willem geboren werd. Het eerste geregistreerde werk van De Poorter dateert van 1631.

### Overeenkomsten met onder meer Rembrandt van Rijn
Meermaals past De Poorter, om de aandacht op bepaalde onderdelen van het schilderij te vestigen, lichteffecten toe op een vergelijkbare manier als Rembrandt van Rijn dat in zijn werken deed. Naar aanleiding van deze overeenkomsten in de belichting wordt aangenomen dat De Poorter les heeft gehad van Rembrandt. Zijn schilderwijze kent tevens verwantschap met die van de fijnschilder Gerrit Dou, de eerste leerling van Rembrandt.
De Poorter wordt 'een correcte, van Rembrandt afhankelijke kunstenaar' genoemd, en zijn beste werk 'beschaafd van kleur, maar tam en weinig levendig'. Hij probeerde vele van zijn schilderijen in Rembrandts stijl uit de Leidsche periode (van 1625 tot 1631) te schilderen, en maakte zelfs een kopie van Rembrandts Simeon in de Tempel. Het lukte hem meerdere keren om allegorische stillevens of symbolische voorstellingen af te beelden tussen veel vaatwerk, wapens en bonte vaandels die de context van de Bijbelse of mythologische beelden duidelijk maken. Het kleine aantal schilderijen van De Poorter met Bijbelse en historische composities komt zelfs zo sterk overeen met de werken van Van Rijn, dat deze vaak worden verward. Zo ook werd het schilderij 'Aanbidding der koningen' van de Amersfoortse kunstschilder Paulus Bor onterecht aan De Poorter toegeschreven.

### Kenmerken en invloed
De Poorter schilderde vooral stillevens. In de jaren 30 van de 17e eeuw, het hoogtepunt van de Tachtigjarige Oorlog, werden deze door hem vaak voorzien van harnassen en schedels. In 1643 werd hij lid van het Sint-Lucasgilde en werd hij als meesterschilder geregistreerd. Op 2 oktober 1635 werd Pieter Casteleyn zijn eerste leerling, en in 1643 traden ook Pieter Abrams Poorter en Claes Coenraets aan. Van 1645 tot 1649 was hij actief in Wijk aan Zee. De Poorter werd nagevolgd door Hendrick Martensz. Sorgh en beïnvloedde Daniël Thivart.
- Biografisch Portaal: 68802610
- Digitale Bibliotheek voor de Nederlandse Letteren: poor029
- Gemeinsame Normdatei: 122657403
- International Standard Name Identifier: 0000 0000 7864 2688
- KulturNav: 3a48b7ba-0627-410f-8c25-9d962b7a075f
- Library of Congress Control Number: nr91033409
- Nationale Bibliotheek van Tsjechië: mzk2006348636
- Nationale Bibliotheek van Israël: 987007502518105171
- RKD-Nederlands Instituut voor Kunstgeschiedenis: 64259
- Union List of Artist Names: 500030830
- Virtual International Authority File: 2326139
- WorldCat: E39PBJgmR79MXRvMyxWFhBJv73